# Flowers for Rhino
Flowers for Rhino (рус. Цветы для Носорога) — рассказ Питера Миллигана и Дункана Фегредо, опубликованный Marvel Comics в 2001 году. Сюжет рассказывает о Человеке-пауке и Носороге и появился в выпусках Spider-Man's Tangled Web #5—6. В его основу лёг научно-фантастический рассказ Дэниэла Киза «Цветы для Элджернона».

## Сюжет
Носорог, один из основных противников Человека-паука, переживает кризис среднего возраста, после попытки спасти Стеллу, дочь босса мафии, который говорит ему, что нанял его телохранителем потому, что он слишком глуп, чтобы представлять какую-либо угрозу как его бизнесу, так и его дочери, и способен только демонстрировать свои мускулы. Носорог встречается с врачами, которые до этого создали его последний костюм, и они делают ему операцию на мозге, которая превращает его в супер-гения.
Он начинает эффективно использовать свой интеллект, демонстрируя его в бою с Человеком-пауком, которого он легко побеждает, а затем убегает вместе со Стеллой с намерениями создать новую преступную организацию вместе с такими преступниками как Безумный Мыслитель, которого ему удается вытащить из тюрьмы. Через некоторое время, он пишет роман, и даже переписывает Гамлета, а также ему удаётся добиться судебного запрета на приближение к нему Человека-паука и, тем самым, предотвращая его нападения. Но выясняется, что у гениального интеллекта есть «побочные эффекты» — Носорог становится настолько умным, что это мешает ему наслаждаться жизнью. Он разочаровывается в Стелле, которую считает слишком глупой для общения с ним. Он едва не совершает суицид, но ему удается найти способ вернуть прошлого себя. Он снова возвращается к своей слегка глуповатой наружности, чувствует себя счастливым, и, от радости, крушит стены.

## Отзывы
Рэнди Лэндер из fourthrail.com положительно оценил рассказ, сравнив его с классическим рассказом «Цветы для Элджернона» — «смесь юмора и интеллекта». Также, он похвалил художественную работу Фегредо, но неоднозначно отозвался о работе Стива Буччеллато, которая, по его мнению, слишком отвлекает от истории.

## Коллекционные издания
Рассказ был включён в два коллекционных издания Marvel:
| Название                           | Включенные выпуски | Дата        | ISBN               |
| ---------------------------------- | --- | ----------- | ------------------ |
| Spider-Man’s Tangled Web, Volume 1 | Spider-Man's Tangled Web #1—6,                                                                                            | ноябрь 2001 | ISBN 0-7851-0803-3 |
| The Best of Spider-Man, Volume 1   | The Amazing Spider-Man #30—36, Peter Parker: Spider-Man #36, Spider-Man's Tangled Web #4—6 и Ultimate Marvel Team-Up #6—8 | 2003        | ISBN 0-7851-0900-5 |